# Tuabou
Tuabou (ou Tuabo, ou Tyabu) est un village du Sénégal situé au bord du fleuve Sénégal et à proximité de la frontière avec la Mauritanie. Il fait partie de la communauté rurale de Moudéry, dans l'arrondissement de Moudéry, le département de Bakel et la région de Tambacounda.

## Géographie
Les localités les plus proches sont Manael, Yelingara, Bakel.

## Histoire
Le village est la capitale historique du Goye au Royaume de Galam.

## Population
Lors du dernier recensement (2002), la localité comptait 2 038 habitants et 221 ménages. Sa population est composée en majorité de Soninkés, mais aussi de Bambaras, de Peuls et de plus en plus de Wolofs.
Les principales activités sont l'agriculture (sorgho, riz, arachide, maïs...), l'élevage et l'artisanat. Le village alimente par ailleurs un important flux migratoire vers Dakar. Les ressources financières issues de l'immigration fournissent un apport important qui complète les revenus familiaux et sert au financement d'infrastructures collectives (mosquées, marché couvert, salles de classe, etc.). La structure sociale est fondée sur une organisation traditionnelle avec une chefferie de village. Son influence est encore considérable malgré l'apparition de collectivités rurales et locales telles que la Communauté Rurale.

## Personnalités nées à Tuabou
- Abdoulaye Bathily, homme politique sénégalais